# 南恩加島
南恩加島（みなみおかじま）は、大阪府大阪市大正区にある町名。現行行政地名は南恩加島一丁目から南恩加島七丁目。

## 地理
大正区の南部に位置し、北東に平尾、運河を挟んで南に船町、川を挟んで西に鶴町、川を挟んで東に西成区と接している。

### 河川
- 木津川
- 木津川運河

## 世帯数と人口
2019年（平成31年）3月31日現在の世帯数と人口は以下の通りである。
| 丁目           | 世帯数    | 人口    |
| -------------- | --------- | ------- |
| 南恩加島一丁目 | 361世帯   | 784人   |
| 南恩加島二丁目 | 636世帯   | 1,340人 |
| 南恩加島三丁目 | 913世帯   | 1,889人 |
| 南恩加島四丁目 | 94世帯    | 173人   |
| 南恩加島五丁目 | 235世帯   | 433人   |
| 南恩加島六丁目 | 748世帯   | 1,429人 |
| 南恩加島七丁目 | 0世帯     | 0人     |
| 計             | 2,987世帯 | 6,048人 |

### 人口の変遷
国勢調査による人口の推移。
| 1995年（平成7年）  | 7,187人 | [ 5 ] |  |
| 2000年（平成12年） | 7,011人 | [ 6 ] |  |
| 2005年（平成17年） | 6,461人 | [ 7 ] |  |
| 2010年（平成22年） | 6,406人 | [ 8 ] |  |
| 2015年（平成27年） | 5,873人 | [ 9 ] |  |

### 世帯数の変遷
国勢調査による世帯数の推移。
| 1995年（平成7年）  | 2,846世帯 | [ 5 ] |  |
| 2000年（平成12年） | 2,757世帯 | [ 6 ] |  |
| 2005年（平成17年） | 2,578世帯 | [ 7 ] |  |
| 2010年（平成22年） | 2,631世帯 | [ 8 ] |  |
| 2015年（平成27年） | 2,460世帯 | [ 9 ] |  |

## 学区
市立小・中学校に通う場合、学区は以下の通りとなる。なお、小学校・中学校入学時に学校選択制度を導入しており、通学区域以外に大正区の小学校・中学校から選択することも可能。
| 丁目           | 番      | 小学校                 | 中学校               |
| -------------- | ------- | ---------------------- | -------------------- |
| 南恩加島一丁目 | 全域    | 大阪市立南恩加島小学校 | 大阪市立大正西中学校 |
| 南恩加島二丁目 | 全域    | 大阪市立南恩加島小学校 | 大阪市立大正西中学校 |
| 南恩加島三丁目 | 全域    | 大阪市立南恩加島小学校 | 大阪市立大正西中学校 |
| 南恩加島四丁目 | 全域    | 大阪市立南恩加島小学校 | 大阪市立大正西中学校 |
| 南恩加島五丁目 | 1～8番  | 大阪市立南恩加島小学校 | 大阪市立大正西中学校 |
| 南恩加島五丁目 | 9～16番 | 大阪市立小林小学校     | 大阪市立大正西中学校 |
| 南恩加島六丁目 | 全域    | 大阪市立南恩加島小学校 | 大阪市立大正西中学校 |
| 南恩加島七丁目 | 全域    | 大阪市立南恩加島小学校 | 大阪市立大正西中学校 |

## 事業所
2016年（平成28年）現在の経済センサス調査による事業所数と従業員数は以下の通りである。
| 丁目           | 事業所数  | 従業員数 |
| -------------- | --------- | -------- |
| 南恩加島一丁目 | 29事業所  | 311人    |
| 南恩加島二丁目 | 55事業所  | 332人    |
| 南恩加島三丁目 | 60事業所  | 191人    |
| 南恩加島四丁目 | 40事業所  | 602人    |
| 南恩加島五丁目 | 109事業所 | 1,228人  |
| 南恩加島六丁目 | 61事業所  | 329人    |
| 南恩加島七丁目 | 17事業所  | 612人    |
| 計             | 371事業所 | 3,605人  |

## 施設
- 南恩加島天満宮
- 大阪製鐵 恩加島工場
- 大正南恩加島郵便局
- 大阪市立南恩加島小学校
- 大阪市立大正西中学校
- クボタ 恩加島事業センター

この他、かつては日産自動車の前身の一つである実用自動車製造株式会社の本社工場が置かれていた（後に東京の快進社を前身とするダット自動車商会と合併し「ダット自動車製造」となり、小型車部門と大阪工場が分離して「自動車製造株式会社」、現在の日産自動車になる）。

## その他

### 日本郵便
- 〒551-0021[3]（集配局：大正郵便局[13]）